# Santo Domingo de la Calzada
Santo Domingo de la Calzada település Spanyolországban, La Rioja autonóm közösségben. Santo Domingo de la Calzada Santurde de Rioja, Corporales, Grañón, Villalobar de Rioja, Bañares, Cirueña, Manzanares de Rioja és Santurdejo községekkel határos. Lakosainak száma 6348 fő (2024).

## Népesség
A település népessége az elmúlt években az alábbi módon változott:
| Lakosok száma | 5741 | 6069 | 6537 | 6780 | 6671 | 6520 | 6298 | 6238 | 6242 | 6348 |
|               | 2001 | 2004 | 2007 | 2009 | 2012 | 2014 | 2017 | 2019 | 2022 | 2024 |